# Swory (gmina)
Swory – dawna gmina wiejska istniejąca w latach 1809–1954 na Lubelszczyźnie. Siedzibą gminy były Swory.
Gmina Swory powstała w 1809 roku w Księstwie Warszawskim. Po podziale Królestwa Polskiego na powiaty i gminy z początkiem 1867 roku gmina Swory weszła w skład w powiatu konstantynowskiego w guberni siedleckiej (w latach 1912–1915 jako część guberni chełmskiej). Gmina składała się z 14 wsi: Cełujki, Kownaty, Krasna, Krzymowskie, Makarówka, Pojelce, Franopol, Pólko, Swory, Sycyna, Waśkowólka, Władysławów, Zabłocie, Zawadki i Woroniec.
W 1919 gmina weszła w skład w woj. lubelskiego. 1 kwietnia 1923 roku gminę wyłączono z powiatu konstantynowskiego i przyłączono do powiatu bialskiego.
22 stycznia 1926 część gminy Swory (jej odległą eksklawę na granicy gmin Lubienka i Sitnik, obejmującą kolonię Grabarkę z lasem sworskim) włączono do nowo utworzonej gminy Dubów.
29 listopada 1933 część gminy Swory stanowiąca gromadę Smolne Piece (a właściwie wschodnią część przeciętej wsi Smolne Piece o powierzchni 73,1 ha, położonej w odległej eksklawie gminy Swory) włączono do Sitnik.
Podczas okupacji gmina należała do dystryktu lubelskiego (w Generalnym Gubernatorstwie). Według stanu z dnia 1 lipca 1952 roku gmina Swory składała się z 15 gromad.
Jednostka została zniesiona 29 września 1954 roku wraz z reformą wprowadzającą gromady w miejsce gmin. Z obszaru gminy utworzono Gromadzkie Rady Narodowe w Kownatach, Styrzyńcu i Sworach. Po reaktywowaniu gmin z dniem 1 stycznia 1973 roku gminy Swory nie przywrócono.